# Karimunjawa
Karimunjawa är en ögrupp med 69 öar i Javasjön tillhörande Indonesien, och är belägen norr om ön Java. Folkmängden uppgick till 8 732 invånare vid folkräkningen 2010, på en yta av 71 kvadratkilometer. Karimunjawa utgör ett underdistrikt (kecamatan) i distriktet Jepara i provinsen Jawa Tengah. Ögruppen omfattar bland annat Karimunjawa nationalpark, en marin nationalpark.